# 蘇萊曼酋長運動
蘇萊曼酋長運動，是一個由改宗伊斯蘭教的菲律賓人組成的伊斯蘭武裝組織，領導者是阿赫馬德·桑托斯。根據菲律賓政府的情報，他們的土兵培訓，財政和管理由蓋達組織在菲律賓的分支阿布沙耶夫和印尼分支伊斯蘭祈禱團負責。
組織名稱來自16世紀馬尼拉地區的統治者蘇萊曼三世，他在反西班牙人入侵的戰鬥被殺。他們和阿布沙耶夫一樣，他們欲在菲律賓重新確立伊斯蘭教。